# آبي ليمان
آبي ليمان (بالإنجليزية: Abe Lyman)‏ هو كاتب أغاني أمريكي، ولد في 4 أغسطس 1897 في شيكاغو في الولايات المتحدة، وتوفي في 23 أكتوبر 1957 في بيفرلي هيلز في الولايات المتحدة.

## وصلات خارجية
- آبي ليمان على موقع IMDb (الإنجليزية)
- آبي ليمان على موقع ميوزك برينز (الإنجليزية)
- آبي ليمان على موقع أول ميوزيك (الإنجليزية)
- آبي ليمان على موقع ديسكوغز (الإنجليزية)
- آبي ليمان على موقع قاعدة بيانات الفيلم (الإنجليزية)